# Cândido de Oliveira
Pour les articles homonymes, voir Oliveira.
Cândido de Oliveira, de son nom complet Cândido Plácido Fernandes de Oliveira, est un footballeur, entraîneur, arbitre, dirigeant et journaliste portugais né le 24 septembre 1896 à Fronteira dans le district de Portalegre. Il se distingue comme un athlète accompli, il a été champion de Lisbonne en lutte gréco romaine. Il évoluait au poste de milieu de terrain. Il était surnommé chumbaca, ainsi que O mestre (le maître). Il meurt le 23 juin 1958 à Stockholm, des suites d'une maladie pulmonaire alors qu'il couvrait la coupe du monde 1958 pour A Bola.
En 1990, le président de la République portugaise, Mário Soares, lui attribue, à titre posthume, la Grand croix de l'ordre du Mérite.

## Biographie

### En tant que joueur
Ayant perdu ses parents très tôt il arrive à l'orphelinat de Casa Pia en juin 1905. Il commence le football en 1912 au sein de l'association sportive de l'orphelinat, Il est sélectionné par l'Association de football de Lisbonne (pour l'équipe scolaire, où il a été capitaine). Ses qualités reconnues par tous, il part chez le voisin du Benfica Lisbonne de 1914 à 1920, brillant milieu de terrain central, avec une grande qualité de passes, faisant de lui l'un des meilleurs joueurs portugais de l'époque. En 1920 il joue au Casa Pia AC de 1920 à 1926 club dont il est l'un des fondateurs avec un groupe d'anciens élèves de la Casa Pia, notamment, Ricardo Ornélas (journaliste), Mário da Silva Marques (premier nageur olympique portugais), António Pinho (futur international de football) et David Ferreira (historien et écrivain). Ils remportent sans défaite les principaux championnats (Distrito de Lisbonne et la Taça de l'Associação) dès leur première saison d'existence, fait alors jamais réalisé par les trois grands de Lisbonne, Benfica, Sporting et Belenenses.  Il est avec le Casa Pia AC la première équipe portugaise à jouer à Paris, au stade Pershing lors du Tournoi International de Paris. Le premier match a eu lieu le jour de Noël de 1920, face au champion de France, le Cercle athlétique de Paris qui remporte la rencontre, 2-1, Cândido marque le but du Casa Pia.
Il en est l'entraîneur-joueur, durant les 6 saisons passées, puis président de 1927 à 1928 et de 1934 à 1936.
En sélection, il dispute le premier match de la Selecção das Quinas, le 18 décembre 1921 (match perdu 3 à 1 face à l'Espagne, et en est le premier capitaine, ce match est aussi sa seule et unique sélection. Dans cette première équipe on retrouve, António Pinho, José Gralha, Vítor Gonçalves, António Augusto Lopes (tous joueurs du Casa Pia), Jorge Vieira, João Francisco, Carlos Guimarães, son ami journaliste António Ribeiro dos Reis, Alberto Augusto et le seul joueur non lisboète Artur Augusto du FC Porto, une équipe nationale aux couleurs de Lisbonne, et notamment du Casa Pia, pas moins de 4 joueurs.

#### Statistiques joueur
| Championnats | Championnats     | Championnats | Championnats   | Championnats  | Coupes nationales | Coupes nationales | Coupes continentales | Coupes continentales | Sélection Portugal | Sélection Portugal | Total          | Total         |
| Saison       | Club             | Pays         | Matches        | Buts          | Matches           | Buts              | Matches              | Buts                 | Matches            | Buts               | Matches        | Buts          |
| ------------ | ---------------- | ------------ | -------------- | ------------- | ----------------- | ----------------- | -------------------- | -------------------- | ------------------ | ------------------ | -------------- | ------------- |
| 1914-15      | Benfica Lisbonne | AF Lisboa    | 8              | 3             | 0                 | 0                 | 0                    | 0                    | 0                  | 0                  | 8              | 3             |
| 1915-16      | Benfica Lisbonne | AF Lisboa    | 5              | 0             | 0                 | 0                 | 0                    | 0                    | 0                  | 0                  | 5              | 0             |
| 1916-17      | Benfica Lisbonne | AF Lisboa    | 5              | inconnu       | 0                 | 0                 | 0                    | 0                    | 0                  | 0                  | 5              | inconnu       |
| 1917-18      | Benfica Lisbonne | AF Lisboa    | 3              | 0             | 0                 | 0                 | 0                    | 0                    | 0                  | 0                  | 3              | 0             |
| 1918-19      | Benfica Lisbonne | AF Lisboa    | 4              | 1             | 0                 | 0                 | 0                    | 0                    | 0                  | 0                  | 4              | 1             |
| 1919-20      | Benfica Lisbonne | AF Lisboa    | 7              | 1             | 0                 | 0                 | 0                    | 0                    | 0                  | 0                  | 7              | 1             |
| 1920-21      | Casa Pia         | AF Lisboa    | inconnu        | inconnu       | inconnu           | inconnu           | inconnu              | inconnu              | 0                  | 0                  | inconnu        | inconnu       |
| 1921-22      | Casa Pia         | AF Lisboa    | inconnu        | inconnu       | inconnu           | inconnu           | inconnu              | inconnu              | 1                  | 0                  | incomplet (1)  | incomplet (0) |
| 1922-23      | Casa Pia         | AF Lisboa    | inconnu        | inconnu       | inconnu           | inconnu           | inconnu              | inconnu              | 0                  | 0                  | inconnu        | inconnu       |
| 1923-24      | Casa Pia         | AF Lisboa    | inconnu        | inconnu       | inconnu           | inconnu           | inconnu              | inconnu              | 0                  | 0                  | inconnu        | inconnu       |
| 1924-25      | Casa Pia         | AF Lisboa    | inconnu        | inconnu       | inconnu           | inconnu           | inconnu              | inconnu              | 0                  | 0                  | inconnu        | inconnu       |
| 1925-26      | Casa Pia         | AF Lisboa    | inconnu        | inconnu       | inconnu           | inconnu           | inconnu              | inconnu              | 0                  | 0                  | inconnu        | inconnu       |
| Total        | Total            | Total        | incomplet (32) | incomplet (5) | 0                 | 0                 | 0                    | 0                    | 1                  | 0                  | incomplet (33) | incomplet (5) |

#### Statistiques en sélection[11]
| Sélections | Date             | Stade                               | Adversaire | Résultat | Minutes | Compétition  | Buts |
| ---------- | ---------------- | ----------------------------------- | ---------- | -------- | ------- | ------------ | ---- |
| 1          | 18 décembre 1921 | Campo de la calle O'Donnell, Madrid | Espagne    | 3 – 1    | 90 min  | Match amical | 0    |

### En tant qu'entraîneur
En 1936, il est invité à remplacer son ami Artur José Pereira, malade, responsable du club lisboète de Os Belenenses, il refuse de percevoir le salaire, demandant que celui-ci continue à être versé à Artur.
En janvier 1946, il est invité à prendre la relève d'Abrantes Mendes, comme entraîneur du Sporting Portugal, et remporte dès cette première saison la coupe du Portugal. Il emmène le Sporting Portugal à deux titres de champion en 1948 et 1949. Lors de la Coupe Latine 1949, l'équipe perd en finale.
En 1950, il quitte le Portugal pour le Brésil, où il entraîne le mythique Flamengo avant de revenir à l'équipe nationale, suivie de deux ans avec le FC Porto puis de prendre les rênes en 1956 de l'Académica de Coimbra. Tout comme lors de son arrivée au CF Belenenses et au Sporting Portugal, il finit la saison avec comme second l'entraineur déchu. Il est en cette saison 1955-1956, le troisième entraîneur des étudiants. À partir de la saison suivante, il est le seul maître à bord et cela jusqu'à sa mort.
- La Supertaça Cândido de Oliveira, supercoupe du Portugal est nommée en son hommage[15].
- Le Stade Municipal de l'Atlético Clube Fronteirense, club de sa ville natale, porte son nom[16].

#### Statistiques entraîneur
| Résultats | Résultats            | Résultats | Résultats       | Résultats      | Résultats      | Résultats | Total              | Total             | Total              |
| Saison    | Club                 | Pays      | Victoires       | Nuls           | Défaites       | Titres    | % Victoires        | % Nuls            | % Défaites         |
| --------- | -------------------- | --------- | --------------- | -------------- | -------------- | --------- | ------------------ | ----------------- | ------------------ |
| 1936-37   | Os Belenenses        |           | 20              | 2              | 8              | 0         | 66,67%             | 6,67%             | 26,66%             |
| 1937-38   | Os Belenenses        |           | 14              | 0              | 14             | 0         | 50%                | 0%                | 50%                |
| 1945-46   | Sporting Portugal    |           | 17              | 1              | 3              | 1         | 80,95%             | 4,76%             | 14,29%             |
| 1946-47   | Sporting Portugal    |           | 30              | 3              | 3              | 2         | 83,34%             | 8,33%             | 8,33%              |
| 1947-48   | Sporting Portugal    |           | 25              | 1              | 5              | 2         | 80,65%             | 3,22%             | 16,13%             |
| 1948-49   | Sporting Portugal    |           | 21              | 2              | 6              | 1         | 72,41%             | 6,90%             | 20,69%             |
| 1950      | Flamengo             |           | 4               | 2              | 7              | 0         | 30,77%             | 15,38%            | 53,85%             |
| 1952-53   | FC Porto             |           | Inconnu         | Inconnu        | Inconnu        | Inconnu   | %                  | %                 | %                  |
| 1953-54   | FC Porto             |           | Inconnu         | Inconnu        | Inconnu        | Inconnu   | %                  | %                 | %                  |
| 1955-56   | Académica de Coimbra |           | incomplet (1)   | incomplet (0)  | incomplet (1)  | 0         | %                  | %                 | %                  |
| 1956-57   | Académica de Coimbra |           | 15              | 6              | 11             | 0         | 46,88%             | 18,75%            | 34,37%             |
| 1957-58   | Académica de Coimbra |           | 11              | 4              | 15             | 0         | 36,67%             | 13,33%            | 50%                |
| Total     | Total                | Total     | incomplet (158) | incomplet (21) | incomplet (73) | incomplet | incomplet (62,70%) | incomplet (8,33%) | incomplet (28,97%) |

### En tant que sélectionneur
Il dirige l'équipe du Portugal de 1926 à 1929,  de 1935 à 1945 et en 1952. Il fait de la sélection la première équipe nationale portugaise qui participe à une phase finale d'un tournoi international atteignant les quarts de finale : les Jeux olympiques 1928 à Amsterdam. L'équipe perd contre l'Égypte.

#### Statistiques sélectionneur[25]
| Résultats | Résultats | Résultats | Résultats | Résultats | Résultats | Résultats | Total  | Total  | Total  |
| Saison    | Club      | Pays      | V.        | N.        | D.        | Titres    | % V.   | % N.   | % D.   |
| --------- | --------- | --------- | --------- | --------- | --------- | --------- | ------ | ------ | ------ |
| 1926-27   | Portugal  |           | 1         | 1         | 2         | 0         | 25%    | 25%    | 50%    |
| 1927-28   | Portugal  |           | 3         | 3         | 1         | 0         | 42,86% | 42,86% | 14,28% |
| 1928-29   | Portugal  |           | 0         | 0         | 2         | 0         | 0%     | 0%     | 100%   |
| 1934-35   | Portugal  |           | 0         | 1         | 0         | 0         | 0%     | 100%   | 0%     |
| 1935-36   | Portugal  |           | 0         | 0         | 2         | 0         | 0%     | 0%     | 100%   |
| 1936-37   | Portugal  |           | 0         | 0         | 0         | 0         | 0%     | 0%     | 0%     |
| 1937-38   | Portugal  |           | 3         | 1         | 1         | 0         | 60%    | 20%    | 20%    |
| 1938-39   | Portugal  |           | 0         | 0         | 2         | 0         | 0%     | 0%     | 100%   |
| 1939-40   | Portugal  |           | 0         | 0         | 1         | 0         | 0%     | 0%     | 100%   |
| 1940-41   | Portugal  |           | 0         | 1         | 1         | 0         | 0%     | 50%    | 50%    |
| 1941-42   | Portugal  |           | 1         | 0         | 0         | 0         | 100%   | 0%     | 0%     |
| 1944-45   | Portugal  |           | 0         | 1         | 0         | 0         | 0%     | 100%   | 0%     |
| 1951-52   | Portugal  |           | 0         | 0         | 1         | 0         | 0%     | 0%     | 100%   |
| 1952-53   | Portugal  |           | 0         | 1         | 1         | 0         | 0%     | 50%    | 50%    |
| Total     | Total     | Total     | 8         | 9         | 14        | 0         | 25,81  | 29,03  | 45,16  |

| Date             | Lieu      | Compétition                      | Adversaire  | Résultat |
| ---------------- | --------- | -------------------------------- | ----------- | -------- |
| 26 décembre 1926 | Porto     | Match amical                     | Hongrie     | 3-3 (N)  |
| 16 mars 1927     | Lisbonne  | Match amical                     | France      | 4-0 (V)  |
| 17 avril 1927    | Turin     | Match amical                     | Italie      | 3-1 (D)  |
| 29 mai 1927      | Madrid    | Match amical                     | Espagne     | 2-0 (D)  |
| 8 janvier 1928   | Lisbonne  | Match amical                     | Espagne     | 2-2 (N)  |
| 1er avril 1928   | Lisbonne  | Match amical                     | Argentine   | 0-0 (N)  |
| 15 avril 1928    | Porto     | Match amical                     | Italie      | 4-1 (V)  |
| 29 avril 1928    | Paris     | Match amical                     | France      | 1-1 (N)  |
| 27 mai 1928      | Amsterdam | JO 1928                          | Chili       | 4-2 (V)  |
| 29 mai 1928      | Amsterdam | JO 1928                          | Yougoslavie | 2-1 (V)  |
| 4 juin 1928      | Amsterdam | JO 1928                          | Égypte      | 1-2 (D)  |
| 17 mars 1929     | Séville   | Match amical                     | Espagne     | 5-0 (D)  |
| 24 mars 1929     | Colombes  | Match amical                     | France      | 2-0 (D)  |
| 5 mai 1935       | Lisbonne  | Match amical                     | Espagne     | 3-3 (N)  |
| 26 janvier 1936  | Porto     | Match amical                     | Autriche    | 2-3 (D)  |
| 27 février 1936  | Lisbonne  | Match amical                     | Allemagne   | 1-3 (D)  |
| 28 novembre 1937 | Vigo      | Match amical                     | Espagne     | 1-2 (V)  |
| 8 janvier 1938   | Lisbonne  | Match amical                     | Hongrie     | 4-0 (V)  |
| 30 janvier 1938  | Lisbonne  | Match amical                     | Espagne     | 1-0 (V)  |
| 24 avril 1938    | Francfort | Match amical                     | Allemagne   | 1-1 (N)  |
| 1er mai 1938     | Milan     | Qualifications Coupe du monde 38 | Suisse      | 1-2 (D)  |
| 6 novembre 1938  | Lausanne  | Match amical                     | Suisse      | 1-0 (D)  |
| 12 février 1939  | Lisbonne  | Match amical                     | Suisse      | 2-4 (D)  |
| 28 janvier 1940  | Paris     | Match amical                     | France      | 3-2 (D)  |
| 12 janvier 1941  | Lisbonne  | Match amical                     | Espagne     | 2-2 (N)  |
| 16 mars 1941     | Bilbao    | Match amical                     | Espagne     | 5-1 (D)  |
| 1er janvier 1942 | Lisbonne  | Match amical                     | Suisse      | 3-0 (V)  |
| 11 mars 1945     | Lisbonne  | Match amical                     | Espagne     | 2-2 (N)  |
| 20 avril 1952    | Colombes  | Match amical                     | France      | 3-0 (D)  |
| 23 novembre 1952 | Porto     | Match amical                     | Autriche    | 1-1 (N)  |
| 14 décembre 1952 | Lisbonne  | Match amical                     | Argentine   | 1-3 (D)  |

### Carrière journalistique
En tant que journaliste, il collabore auprès des journaux, tout d'abord auprès de O Football (1920), Diário de Notícias (1921), Os Sports (1924), rédacteur en chef de O Século (1926), directeur de Stadium (1942), et fait encore quelques piges pour le Diário de Lisboa, Vitória, et la Gazeta Desportiva dont il est cofondateur.
Journaliste et démocrate convaincu, il est un opposant farouche au régime d'Estado Novo. Fonctionnaire aux Postes portugaises (CTT), il fait partie d'un réseau organisé par le SOE anglais, connu sous le nom réseau Shell, celui-ci avait pour but d'installer plusieurs employés de cette société au Portugal, afin de développer le sabotage et la formation d'une résistance portugaise dans le cas d'une invasion allemande du Portugal pendant la Seconde Guerre mondiale.
Cela lui vaut le 1er mars 1942 d'être arrêté par la PVDE et emprisonné à la maison d'arrêt de Caxias, il est ensuite exilé au Cap-Vert dans le camp de concentration de Tarrafal entre juin 1942 et janvier 1944. De retour au Portugal, il n'est libéré que le 27 mai 1944, sous libération conditionnelle, avec l'impossibilité de retravailler dans la fonction publique.
En 1945, il fonde avec António Ribeiro dos Reis et Vicente de Melo, le quotidien A Bola, qui est devenu une référence pour le journalisme sportif au Portugal. Il publie également plusieurs ouvrages sur le football portugais.

## Palmarès

### En tant que joueur

#### Avec leBenfica Lisbonne
- Vainqueur du Championnat de l'AF Lisbonne : 4 fois (1916, 1917, 1918 et 1920)

#### Avec leCasa Pia
- Vainqueur du Championnat de l'AF Lisbonne : 2 fois (1921 et 1924)

### En tant qu'entraîneur

#### Avec leSporting Portugal[27]
- Vainqueur du Championnat de l'AF Lisbonne : 1 fois en 1946-47
- Vainqueur du Championnat du Portugal: 2 fois (1948 et 1949)
- Vainqueur de la Coupe du Portugal: 2 fois (1946 et 1948)
- Finaliste de la Coupe Latine en 1949